# Shibali, Henan
Shibali (kinesiska: 十八里, 十八里镇) är en köping i Kina. Den ligger i provinsen Henan, i den centrala delen av landet, omkring 260 kilometer öster om provinshuvudstaden Zhengzhou.
Genomsnittlig årsnederbörd är 1 043 millimeter. Den regnigaste månaden är augusti, med i genomsnitt 193 mm nederbörd, och den torraste är januari, med 13 mm nederbörd.